# Euphoria (album Def Leppard)
Euphoria – siódmy album studyjny brytyjskiego zespołu Def Leppard, wydany w roku 1999 przez Mercury Records.

## Lista utworów
1. Demolition Man (Phil Collen, Vivian Campbell, Joe Elliott) – 3:24
2. Promises (Collen, Mutt Lange) – 3:59
3. Back in Your Face (Elliott, Collen) – 3:20
4. Goodbye (Rick Savage) – 3:36
5. All Night (Collen, Lange) – 3:38
6. Paper Sun (Collen, Campbell, Elliott, Savage, Pete Woodroffe) – 5:27
7. It's Only Love (Elliott, Lange, Savage, Campbell) – 4:06
8. 21st Century Sha La La La Girl (Collen, Elliott, Savage) – 4:06
9. To Be Alive (Campbell, P.J. Smith) – 3:53
10. Disintegrate (Collen) – 2:51
11. Guilty (Collen, Savage, Elliott, Campbell, Woodroffe) – 3:47
12. Day After Day (Collen, Elliott, Campbell) – 4:36
13. Kings of Oblivion (Elliott, Collen, Savage) – 4:18

## Twórcy
- Joe Elliott – wokal
- Rick Savage – gitara basowa, gitara akustyczna
- Phil Collen – gitara akustyczna
- Vivian Campbell – gitara akustyczna
- Rick Allen – perkusja

## Pozycje na listach
| Kraj              | Pozycja |
| ----------------- | ------- |
| Wielka Brytania   | 11      |
| Australia         | 54      |
| Finlandia         | 16      |
| Norwegia          | 30      |
| Stany Zjednoczone | 11      |
| Szwecja           | 7       |